# 多貌生物
多貌生物也被称为AH/SAR总类群，是真核生物的一个类群
它包括：
- AH超类群
  - 原始色素体生物（泛植物）
  - Hacrobia
- SAR超类群
  - 不等鞭毛生物
  - 囊泡虫
  - 有孔虫

它同时也是原始色素体生物、有孔虫、囊泡藻三者的总和，但鉴于囊泡藻已被证实不是单系群，这只是把不同类群的生物以另一种方式整合起来而已。
它包括了绝大多数的光合真核生物，除了眼虫以外。